# Carex bucharica
Espèce
Classification phylogénétique
 Carex bucharica est une espèce de plantes du genre Carex et de la famille des Cyperaceae.